# Seven de Singapur 2017
El Seven de Singapur 2017 fue la sexta edición del Seven de Singapur y la octava etapa de la Serie Mundial de Rugby 7 2016-17. Se realizó durante los días 15 y 16 de abril de 2017 en el Estadio Nacional de Singapur.
Canadá se consagró campeón y se llevó por primera vez en su historia la Copa luego de superar a Estados Unidos en la final por 26 a 19.

## Formato
Se dividen en cuatro grupos de cuatro equipos, cada grupo se resuelve con el sistema de todos contra todos a una sola ronda; la victoria otorga 3 puntos, el empate 2 y la derrota 1 punto.
Los dos equipos con más puntos en cada grupo avanzan a cuartos de final de la Copa de Oro. Los cuatro ganadores avanzan a semifinales de la Copa de Oro, y los cuatro perdedores a semifinales de la Copa de Plata.
Los dos equipos con menos puntos en cada grupo avanzan a cuartos de final de la Copa de Bronce. Los cuatro ganadores avanzan a semifinales de la Copa de Bronce, y los cuatro perdedores a semifinales de la Copa Shield.

## Equipos participantes
Como selección invitada se suma Hong Kong al haber sido invitado por la World Rugby como el decimosexto equipo.
| - Argentina - Australia - Canadá - Escocia | - Estados Unidos - Fiyi - Francia - Gales | - Hong Kong - Inglaterra - Japón - Kenia | - Nueva Zelanda - Rusia - Samoa - Sudáfrica |

## Fase de grupos
- Todos los horarios corresponden al huso horario local: UTC+8.[3]

### Grupo A
| Pos | Países    | Pts | Partidos | Partidos | Partidos | Partidos | Tantos | Tantos | Tantos |
| Pos | Países    | Pts | J        | G        | E        | P        | PF     | PC     | DP     |
| --- | --------- | --- | -------- | -------- | -------- | -------- | ------ | ------ | ------ |
| 1   | Fiyi      | 9   | 3        | 3        | 0        | 0        | 113    | 14     | 99     |
| 2   | Canadá    | 7   | 3        | 2        | 0        | 1        | 69     | 50     | 19     |
| 3   | Hong Kong | 5   | 3        | 1        | 0        | 2        | 26     | 93     | -67    |
| 4   | Rusia     | 3   | 3        | 0        | 0        | 3        | 41     | 92     | -51    |

|  | Avanzan a cuartos de final. |

#### Resultados
| 15 de abril, 12:30 | Canadá | 28 - 15 | Rusia | Estadio Nacional de Singapur, Singapur |  |
|                    |        | Reporte |       |                                        |  |

| 15 de abril, 12:52 | Fiyi | 40 - 0  | Hong Kong | Estadio Nacional de Singapur, Singapur |  |
|                    |      | Reporte |           |                                        |  |

| 15 de abril, 15:28 | Canadá | 34 - 0  | Hong Kong | Estadio Nacional de Singapur, Singapur |  |
|                    |        | Reporte |           |                                        |  |

| 15 de abril, 15:50 | Fiyi | 38 - 7  | Rusia | Estadio Nacional de Singapur, Singapur |  |
|                    |      | Reporte |       |                                        |  |

| 15 de abril, 19:44 | Rusia | 19 - 26 | Hong Kong | Estadio Nacional de Singapur, Singapur |  |
|                    |       | Reporte |           |                                        |  |

| 15 de abril, 20:06 | Fiyi | 35 - 7  | Canadá | Estadio Nacional de Singapur, Singapur |  |
|                    |      | Reporte |        |                                        |  |

### Grupo B
| Pos | Países     | Pts | Partidos | Partidos | Partidos | Partidos | Tantos | Tantos | Tantos |
| Pos | Países     | Pts | J        | G        | E        | P        | PF     | PC     | DP     |
| --- | ---------- | --- | -------- | -------- | -------- | -------- | ------ | ------ | ------ |
| 1   | Inglaterra | 7   | 3        | 2        | 0        | 1        | 71     | 46     | 25     |
| 2   | Sudáfrica  | 7   | 3        | 2        | 0        | 1        | 74     | 24     | 50     |
| 3   | Japón      | 5   | 3        | 1        | 0        | 2        | 31     | 106    | -75    |
| 4   | Francia    | 5   | 3        | 1        | 0        | 2        | 45     | 45     | 0      |

|  | Avanzan a cuartos de final. |

#### Resultados
| 15 de abril, 11:44 | Inglaterra | 14 - 24 | Francia | Estadio Nacional de Singapur, Singapur |  |
|                    |            | Reporte |         |                                        |  |

| 15 de abril, 12:06 | Sudáfrica | 52 - 0  | Japón | Estadio Nacional de Singapur, Singapur |  |
|                    |           | Reporte |       |                                        |  |

| 15 de abril, 14:44 | Inglaterra | 40 - 10 | Japón | Estadio Nacional de Singapur, Singapur |  |
|                    |            | Reporte |       |                                        |  |

| 15 de abril, 15:06 | Sudáfrica | 10 - 7  | Francia | Estadio Nacional de Singapur, Singapur |  |
|                    |           | Reporte |         |                                        |  |

| 15 de abril, 18:40 | Francia | 14 - 21 | Japón | Estadio Nacional de Singapur, Singapur |  |
|                    |         | Reporte |       |                                        |  |

| 15 de abril, 19:02 | Sudáfrica | 12 - 17 | Inglaterra | Estadio Nacional de Singapur, Singapur |  |
|                    |           | Reporte |            |                                        |  |

### Grupo C
| Pos | Países    | Pts | Partidos | Partidos | Partidos | Partidos | Tantos | Tantos | Tantos |
| Pos | Países    | Pts | J        | G        | E        | P        | PF     | PC     | DP     |
| --- | --------- | --- | -------- | -------- | -------- | -------- | ------ | ------ | ------ |
| 1   | Australia | 9   | 3        | 3        | 0        | 0        | 67     | 26     | 41     |
| 2   | Kenia     | 7   | 3        | 2        | 0        | 1        | 46     | 43     | 3      |
| 3   | Argentina | 5   | 3        | 1        | 0        | 2        | 31     | 48     | -17    |
| 4   | Samoa     | 3   | 3        | 0        | 0        | 3        | 26     | 53     | -27    |

|  | Avanzan a cuartos de final. |

#### Resultados
| 15 de abril, 11:00 | Argentina | 7 - 22  | Kenia | Estadio Nacional de Singapur, Singapur |  |
|                    |           | Reporte |       |                                        |  |

| 15 de abril, 11:22 | Australia | 19 - 12 | Samoa | Estadio Nacional de Singapur, Singapur |  |
|                    |           | Reporte |       |                                        |  |

| 15 de abril, 14:00 | Argentina | 17 - 7  | Samoa | Estadio Nacional de Singapur, Singapur |  |
|                    |           | Reporte |       |                                        |  |

| 15 de abril, 14:22 | Australia | 29 - 7  | Kenia | Estadio Nacional de Singapur, Singapur |  |
|                    |           | Reporte |       |                                        |  |

| 15 de abril, 17:56 | Kenia | 17 - 7  | Samoa | Estadio Nacional de Singapur, Singapur |  |
|                    |       | Reporte |       |                                        |  |

| 15 de abril, 18:18 | Australia | 19 - 7  | Argentina | Estadio Nacional de Singapur, Singapur |  |
|                    |           | Reporte |           |                                        |  |

### Grupo D
| Pos | Países         | Pts | Partidos | Partidos | Partidos | Partidos | Tantos | Tantos | Tantos |
| Pos | Países         | Pts | J        | G        | E        | P        | PF     | PC     | DP     |
| --- | -------------- | --- | -------- | -------- | -------- | -------- | ------ | ------ | ------ |
| 1   | Nueva Zelanda  | 9   | 3        | 3        | 0        | 0        | 79     | 49     | 30     |
| 2   | Estados Unidos | 7   | 3        | 2        | 0        | 1        | 82     | 66     | 16     |
| 3   | Gales          | 5   | 3        | 1        | 0        | 2        | 54     | 90     | -36    |
| 4   | Escocia        | 3   | 3        | 0        | 0        | 3        | 66     | 76     | -10    |

|  | Avanzan a cuartos de final. |

#### Resultados
| 15 de abril, 13:14 | Nueva Zelanda | 22 - 21 | Escocia | Estadio Nacional de Singapur, Singapur |  |
|                    |               | Reporte |         |                                        |  |

| 15 de abril, 13:36 | Estados Unidos | 35 - 19 | Gales | Estadio Nacional de Singapur, Singapur |  |
|                    |                | Reporte |       |                                        |  |

| 15 de abril, 16:12 | Nueva Zelanda | 36 - 14 | Gales | Estadio Nacional de Singapur, Singapur |  |
|                    |               | Reporte |       |                                        |  |

| 15 de abril, 16:34 | Estados Unidos | 33 - 26 | Escocia | Estadio Nacional de Singapur, Singapur |  |
|                    |                | Reporte |         |                                        |  |

| 15 de abril, 20:28 | Escocia | 19 - 21 | Gales | Estadio Nacional de Singapur, Singapur |  |
|                    |         | Reporte |       |                                        |  |

| 15 de abril, 20:50 | Estados Unidos | 14 - 21 | Nueva Zelanda | Estadio Nacional de Singapur, Singapur |  |
|                    |                | Reporte |               |                                        |  |

## Etapa eliminatoria

### Copa de oro
|  | Cuartos de final | Cuartos de final | Cuartos de final |            |                | Semifinales    | Semifinales | Semifinales |           |                | Copa de oro    | Copa de oro  | Copa de oro |  |
|  |                  |                  |                  |            |                |                |             |             |           |                |                |              |             |  |
|  |                  |                  |                  |            |                |                |             |             |           |                |                |              |             |  |
|  | Fiyi             | Fiyi             | 19               |            |                |                |             |             |           |                |                |              |             |  |
|  | Fiyi             | Fiyi             | 19               |            |                |                |             |             |           |                |                |              |             |  |
|  | Estados Unidos   | Estados Unidos   | 24               |            |                |                |             |             |           |                |                |              |             |  |
|  | Estados Unidos   | Estados Unidos   | 24               |            | Estados Unidos | Estados Unidos | 40          |             |           |                |                |              |             |  |
|  |                  |                  |                  |            | Estados Unidos | Estados Unidos | 40          |             |           |                |                |              |             |  |
|  |                  |                  | Australia        | Australia  | 7              |                |             |             |           |                |                |              |             |  |
|  | Australia        | Australia        | Australia        | Australia  | 7              | 19             |             |             |           |                |                |              |             |  |
|  | Australia        | Australia        |                  |            |                |                |             |             |           |                |                |              |             |  |
|  | Sudáfrica        | Sudáfrica        | 17               |            |                |                |             |             |           |                |                |              |             |  |
|  | Sudáfrica        | Sudáfrica        | 17               |            |                |                |             |             |           | Estados Unidos | Estados Unidos | 19           |             |  |
|  |                  |                  |                  |            |                |                |             |             |           | Estados Unidos | Estados Unidos | 19           |             |  |
|  |                  |                  | Canadá           | Canadá     | 26             |                |             |             |           |                |                |              |             |  |
|  | Nueva Zelanda    | Nueva Zelanda    | Canadá           | Canadá     | 26             | 14             |             |             |           |                |                |              |             |  |
|  | Nueva Zelanda    | Nueva Zelanda    |                  |            |                |                |             |             |           |                |                |              |             |  |
|  | Canadá           | Canadá           | 26               |            |                |                |             |             |           |                |                |              |             |  |
|  | Canadá           | Canadá           | 26               |            | Canadá         | Canadá         | 17          |             |           | Tercer lugar   | Tercer lugar   | Tercer lugar |             |  |
|  |                  |                  |                  |            | Canadá         | Canadá         | 17          |             |           | Tercer lugar   | Tercer lugar   | Tercer lugar |             |  |
|  |                  |                  | Inglaterra       | Inglaterra | 5              |                |             |             |           |                |                |              |             |  |
|  | Inglaterra       | Inglaterra       | Inglaterra       | Inglaterra | 5              | 13             |             |             | Australia | Australia      | 12             |              |             |  |
|  | Inglaterra       | Inglaterra       |                  |            |                |                |             |             | Australia | Australia      | 12             |              |             |  |
|  | Kenia            | Kenia            | 12               |            |                |                |             |             |           |                | Inglaterra     | Inglaterra   | 14          |  |
|  | Kenia            | Kenia            | 12               |            |                |                |             |             |           |                | Inglaterra     | Inglaterra   | 14          |  |
|  |                  |                  |                  |            |                |                |             |             |           |                |                |              |             |  |

#### Cuartos de final
| 16 de abril, 12:30 | Fiyi | 19 - 24 | Estados Unidos | Estadio Nacional de Singapur, Singapur |  |
|                    |      | Reporte |                |                                        |  |

| 16 de abril, 12:52 | Australia | 19 - 17 | Sudáfrica | Estadio Nacional de Singapur, Singapur |  |
|                    |           | Reporte |           |                                        |  |

| 16 de abril, 13:14 | Nueva Zelanda | 14 - 26 | Canadá | Estadio Nacional de Singapur, Singapur |  |
|                    |               | Reporte |        |                                        |  |

| 16 de abril, 13:36 | Inglaterra | 13 - 12 | Kenia | Estadio Nacional de Singapur, Singapur |  |
|                    |            | Reporte |       |                                        |  |

#### Semifinales
| 16 de abril, 17:10 | Estados Unidos | 40 - 7  | Australia | Estadio Nacional de Singapur, Singapur |  |
|                    |                | Reporte |           |                                        |  |

| 16 de abril, 17:32 | Canadá | 17 - 5  | Inglaterra | Estadio Nacional de Singapur, Singapur |  |
|                    |        | Reporte |            |                                        |  |

#### Tercer puesto
| 16 de abril, 20:05 | Australia | 12 - 14 | Inglaterra | Estadio Nacional de Singapur, Singapur |  |
|                    |           | Reporte |            |                                        |  |

#### Final
| 16 de abril, 20:30 | Estados Unidos | 19 - 26 | Canadá | Estadio Nacional de Singapur, Singapur |  |
|                    |                | Reporte |        |                                        |  |

| Bandera de Canadá      |
| Campeón Canadá         |
| 1º título del circuito |

### Copa de plata
|  | Semifinales   | Semifinales   | Semifinales   |               |           | Copa de plata | Copa de plata | Copa de plata |  |
|  |               |               |               |               |           |               |               |               |  |
|  |               |               |               |               |           |               |               |               |  |
|  | Fiyi          | Fiyi          | 14            |               |           |               |               |               |  |
|  | Fiyi          | Fiyi          | 14            |               |           |               |               |               |  |
|  | Sudáfrica     | Sudáfrica     | 19            |               |           |               |               |               |  |
|  | Sudáfrica     | Sudáfrica     | 19            |               | Sudáfrica | Sudáfrica     | 12            |               |  |
|  |               |               |               |               | Sudáfrica | Sudáfrica     | 12            |               |  |
|  |               |               | Nueva Zelanda | Nueva Zelanda | 17        |               |               |               |  |
|  | Nueva Zelanda | Nueva Zelanda | Nueva Zelanda | Nueva Zelanda | 17        | 24            |               |               |  |
|  | Nueva Zelanda | Nueva Zelanda |               |               |           | 24            |               |               |  |
|  | Kenia         | Kenia         | 21            |               |           |               |               |               |  |
|  | Kenia         | Kenia         | 21            |               |           |               |               |               |  |
|  |               |               |               |               |           |               |               |               |  |

### Copa de bronce
|  | Eliminatoria | Eliminatoria | Eliminatoria |         |         | Semifinales | Semifinales | Semifinales |  |         | Copa de bronce | Copa de bronce | Copa de bronce |  |
|  |              |              |              |         |         |             |             |             |  |         |                |                |                |  |
|  |              |              |              |         |         |             |             |             |  |         |                |                |                |  |
|  | Hong Kong    | Hong Kong    | 15           |         |         |             |             |             |  |         |                |                |                |  |
|  | Hong Kong    | Hong Kong    | 15           |         |         |             |             |             |  |         |                |                |                |  |
|  | Escocia      | Escocia      | 26           |         |         |             |             |             |  |         |                |                |                |  |
|  | Escocia      | Escocia      | 26           |         | Escocia | Escocia     | 31          |             |  |         |                |                |                |  |
|  |              |              |              |         | Escocia | Escocia     | 31          |             |  |         |                |                |                |  |
|  |              |              | Francia      | Francia | 12      |             |             |             |  |         |                |                |                |  |
|  | Argentina    | Argentina    | Francia      | Francia | 12      | 24          |             |             |  |         |                |                |                |  |
|  | Argentina    | Argentina    |              |         |         |             |             |             |  |         |                |                |                |  |
|  | Francia      | Francia      | 26           |         |         |             |             |             |  |         |                |                |                |  |
|  | Francia      | Francia      | 26           |         |         |             |             |             |  | Escocia | Escocia        | 12             |                |  |
|  |              |              |              |         |         |             |             |             |  | Escocia | Escocia        | 12             |                |  |
|  |              |              | Gales        | Gales   | 24      |             |             |             |  |         |                |                |                |  |
|  | Gales        | Gales        | Gales        | Gales   | 24      | 19          |             |             |  |         |                |                |                |  |
|  | Gales        | Gales        |              |         |         |             |             |             |  |         |                |                |                |  |
|  | Rusia        | Rusia        | 12           |         |         |             |             |             |  |         |                |                |                |  |
|  | Rusia        | Rusia        | 12           |         | Gales   | Gales       | 19          |             |  |         |                |                |                |  |
|  |              |              |              |         | Gales   | Gales       | 19          |             |  |         |                |                |                |  |
|  |              |              | Samoa        | Samoa   | 14      |             |             |             |  |         |                |                |                |  |
|  | Japón        | Japón        | Samoa        | Samoa   | 14      | 14          |             |             |  |         |                |                |                |  |
|  | Japón        | Japón        |              |         |         |             |             |             |  |         |                |                |                |  |
|  | Samoa        | Samoa        | 26           |         |         |             |             |             |  |         |                |                |                |  |
|  | Samoa        | Samoa        | 26           |         |         |             |             |             |  |         |                |                |                |  |
|  |              |              |              |         |         |             |             |             |  |         |                |                |                |  |

### Copa shield
|  | Semifinales | Semifinales | Semifinales |       |           | Copa shield | Copa shield | Copa shield |  |
|  |             |             |             |       |           |             |             |             |  |
|  |             |             |             |       |           |             |             |             |  |
|  | Hong Kong   | Hong Kong   | 7           |       |           |             |             |             |  |
|  | Hong Kong   | Hong Kong   | 7           |       |           |             |             |             |  |
|  | Argentina   | Argentina   | 33          |       |           |             |             |             |  |
|  | Argentina   | Argentina   | 33          |       | Argentina | Argentina   | 40          |             |  |
|  |             |             |             |       | Argentina | Argentina   | 40          |             |  |
|  |             |             | Rusia       | Rusia | 19        |             |             |             |  |
|  | Rusia       | Rusia       | Rusia       | Rusia | 19        | 24          |             |             |  |
|  | Rusia       | Rusia       |             |       |           | 24          |             |             |  |
|  | Japón       | Japón       | 21          |       |           |             |             |             |  |
|  | Japón       | Japón       | 21          |       |           |             |             |             |  |
|  |             |             |             |       |           |             |             |             |  |

## Posiciones finales
| Pos               | Equipo         |
| ----------------- | -------------- |
| Medalla de oro    | Canadá         |
| 2                 | Estados Unidos |
| 3                 | Inglaterra     |
| 4                 | Australia      |
| Medalla de plata  | Nueva Zelanda  |
| 6                 | Sudáfrica      |
| 7                 | Fiyi           |
| 7                 | Kenia          |
| Medalla de bronce | Gales          |
| 10                | Escocia        |
| 11                | Francia        |
| 11                | Samoa          |
| 13                | Argentina      |
| 14                | Rusia          |
| 15                | Hong Kong      |
| 15                | Japón          |